# Wild Guns
Wild Guns är ett TV-spel utvecklat av Natsume och utgivet av Titus Software till Super Nintendo.
Spelet utspelar sig i en westernmiljö med stora inslag av science fiction och ångpunk i form av bland annat robotar. Spelet har en låst tredjepersonvy. Det primära målet med spelet är att överleva tills tiden tar slut och sedan möta en boss, ofta i form av en stor robot. 
Det finns sex banor totalt och varje avslutas med en boss som är specifik för den banan. Spelaren kontrollerar en av de två valbara karaktärerna i spelet, Clint och Annie. Man styr både siktet och karaktärens gång med styrkorset och skjuter med Y. Man kan även hoppa för att undvika kulor. Förutom det vanliga automatvapnet kan man få hagelgevär, kulspruta och gatling, men de har begränsad ammunition. Man kan även (genom att skjuta sönder fiendens kulor) under en kort tid få Vulcano-gun vilken också gör en odödlig så länge man har vapnet. Det finns även bomber som dödar allt på skärmen (utom vissa bossar).

### Fotnoter
1. ↑  David Caballero (23 oktober 2014). ”Wild Guns” (på engelska). Gamereactor. https://www.gamereactor.eu/news/265974/Retro+Wild+Guns+-+the+steampunk+arcade+shooter/. Läst 22 juni 2017.